# Валютная политика
Валютная политика — совокупность мероприятий в сфере денежного обращения и валютных отношений, осуществляемых государствами, центральными банками и международными финансовыми органами.
Является одним из главных сегментов экономической политики. При этом валютное регулирование — это способ выражения валютной политики государства.

## Классификация валютной политики

### Виды
В зависимости от периода планирования различают:
1. Текущую валютную политику;
2. Структурную валютную политику.

### Формы
Кроме видового дифференцирования валютная политика различается по формам проявления, отвечающая на вопрос «Как?», так выделяют:
1. Дисконтную политику;
2. Девизную политику (в том числе валютные интервенции);
3. Диверсификацию валютных резервов
4. Валютное ограничение (Валютный контроль);
5. Регуляцию конвертации валют;
6. Режим валютного курса;
7. Девальвацию и ревальвацию.

## Валютное регулирование
Одним из средств реализации валютной политики является валютное регулирование — регламентация государством внутренних и международных валютных отношений страны с целью повышения их эффективности, совершенствования валютной системы с учётом принципов мировой валютной системы и обеспечения валютной стабилизации.